# Ерба
Ѐрба (на италиански и на ломбардски: Erba) е град и община в Северна Италия, провинция Комо, регион Ломбардия. Разположен е на 350 m надморска височина. Населението на общината е 16 347 души (към 2017 г.).